# أكرم مغربي
أكرم مغربي (مواليد 19 أكتوبر 1985) لاعب كرة قدم لبناني يلعب حاليا لصالح نادي النجمة اللبناني من عام 2002 في مركز الوسط.

## روابط خارجية
- أكرم مغربي على موقع قاعدة بيانات كرة القدم.إي يو (الإنجليزية)
- أكرم مغربي على موقع ناشيونال فوتبول تيمز (الإنجليزية)
- أكرم مغربي على موقع Soccerway.com (الإنجليزية)
- أكرم مغربي على موقع كووورة